# Nesbitt Blaisdell
Nesbitt Blaisdell (geb. 6. Dezember 1928 in New York City, New York; gest. 24. September 2024 in North Laurel, Maryland) war ein US-amerikanischer Schauspieler.

## Leben
Blaisdell begann seine Karriere als Schauspieler am Theater. Einen ersten größeren Auftritt hatte er als Abraham Lincoln in einer Aufführung von Abe Lincoln in Illinois in New Salem, Illinois. In Chicago spielte er Mitte der 1970er Jahre unter anderem in Thornton Wilders Unsere kleine Stadt und William Shakespeares Viel Lärm um nichts. Danach spielte er mehrere Jahre in New York und trat auf dem American Shakespeare Festival in Was ihr wollt und Julius Caesar auf. Zu seinen weiteren Engagements gehörten unter anderem Von Mäusen und Menschen in Philadelphia, Macbeth in Milford und Drei Schwestern in New York. 1990 hatte er in Die Katze auf dem heißen Blechdach sein Debüt am Broadway und zwischen 1993 und 1994 spielte er in Abe Lincoln in Illinois.
Ab 1981 erhielt er auch Rollen in Film und Fernsehen. Zunächst hatte er eine kleine Nebenrolle in Miloš Formans Ragtime, zwei Jahre später spielte er in Kopfjagd an der Seite von Kirk Douglas. In der mehrfach für den Golden Globe Award nominierten biografischen Miniserie Kennedy spielte er im selben Jahr Lyndon B. Johnson. In den 1990er Jahren wirkte er unter anderem in Dead Man Walking – Sein letzter Gang und In & Out mit. In der mehrfach für den Golden Globe Award und den Emmy nominierten Miniserie Empire Falls spielte er an der Seite von Philip Seymour Hoffman und Paul Newman.
Blaisdell war ab 1984 in zweiter Ehe verheiratet, aus der ersten Ehe zwischen 1956 und 1975 hatte er vier Kinder.
Er verstarb am 24. September 2024 in North Laurel, Maryland, USA.

## Filmografie (Auswahl)
- 1981: Ragtime
- 1983: Kopfjagd (Eddie Macon's Run)
- 1986: Spenser (Spenser: For Hire)
- 1988: Funny Farm
- 1995: Dead Man Walking – Sein letzter Gang (Dead Man Walking)
- 1995: Palookaville
- 1995: Law & Order (Die Aufrechten – Aus den Akten der Straße)
- 1997: In & Out
- 1997: In Sachen Liebe (Addicted to Love)
- 1999: The Confession – Das Geständnis (The Confession)
- 2000: Frequency
- 2002: Die Mothman Prophezeiungen (The Mothman Prophecies)
- 2002: Criminal Intent – Verbrechen im Visier (Law & Order: Criminal Intent)
- 2005: Empire Falls
- 2007: Damages – Im Netz der Macht (Damages)

## Broadway
- 1990: Cat on a Hot Tin Roof
- 1993–1994: Abe Lincoln in Illinois